# Вест-Періс (Мен)
Вест-Періс (англ. West Paris) — місто (англ. town) в США, в окрузі Оксфорд штату Мен. Населення — 1766 осіб (2020).

## Демографія
Згідно з переписом 2010 року, у місті мешкало 1812 осіб у 700 домогосподарствах у складі 478 родин. Було 812 помешкання
Расовий склад населення:
| - 97,4 % — білих - 0,6 % — корінних американців - 0,2 % — чорних або афроамериканців - 0,2 % — азіатів |

До двох чи більше рас належало 1,2 %. Частка іспаномовних становила 1,8 % від усіх жителів.
За віковим діапазоном населення розподілялося таким чином: 23,3 % — особи молодші 18 років, 58,1 % — особи у віці 18—64 років, 18,6 % — особи у віці 65 років та старші. Медіана віку мешканця становила 41,6 року. На 100 осіб жіночої статі у місті припадало 97,6 чоловіків;  на 100 жінок у віці від 18 років та старших — 92,0 чоловіків також старших 18 років.
Середній дохід на одне домашнє господарство  становив 53 994 долари США (медіана — 44 531), а середній дохід на одну сім'ю — 58 624 долари (медіана — 48 333). Медіана доходів становила 40 536 доларів для чоловіків та 34 196 доларів для жінок. За межею бідності перебувало 18,1 % осіб, у тому числі 22,2 % дітей у віці до 18 років та 9,1 % осіб у віці 65 років та старших.
Цивільне працевлаштоване населення становило 855 осіб. Основні галузі зайнятості: освіта, охорона здоров'я та соціальна допомога — 26,9 %, роздрібна торгівля — 16,3 %, будівництво — 10,5 %, виробництво — 9,4 %.